# 아트 페퍼
아트 페퍼(영어: Art Pepper, 1925년 9월 1일 ~ 1982년 6월 15일)는 미국의 알토 색소폰 연주자이자 매우 가끔 테너 색소폰 연주자이자 클라리넷 연주자였다. 웨스트 코스트 재즈에서 활동한 페퍼는 스탄 켄튼의 빅밴드에서 두각을 나타냈다. 그는 감정적인 연주와 여러 스타일 변화로 유명했으며, 비평가 스콧 야노우는 그가 사망할 당시 "세계의 위대한 알토리스트가 되겠다는 목표를 달성했다"고 묘사했다.

## 어린 시절
아트 페퍼는 미국 캘리포니아주 가데나에서 태어났다. 그의 어머니는 14세의 가출 소녀였고, 그의 아버지는 상인이었다. 둘 다 폭력적인 알코올 중독자였고, 페퍼가 아직 꽤 어렸을 때, 그는 친할머니와 함께 살기 위해 보내졌다. 그는 초기 음악적 관심과 재능을 표현했고, 그는 수업을 받았다. 그는 9살에 클라리넷을 연주하기 시작했고, 13살에 알토 색소폰으로 바꾸었고, 즉시 로스앤젤레스의 흑인 나이트클럽 구역인 센트럴 애비뉴에서 잼을 하기 시작했다.

## 경력
17세에 베니 카터와 함께 프로 연주를 시작한 후 스탄 켄튼 오케스트라의 일원이 되어 1943년 드래프트 될 때까지 그 밴드와 순회 공연했다. 전쟁이 끝난 후, 그는 로스앤젤레스로 돌아와 켄턴 이노베이션스 오케스트라에 합류했다. 1950년대에 이르러 페퍼는 재즈에서 최고의 알토 색소폰 연주자 중 한 명으로 인정받았으며, 1952년 《다운비트》 잡지 리더스 폴에서 찰리 파커에 이어 최고의 알토 색소폰 연주자로 2위를 차지했다.

## 사망
페퍼는 1982년 6월 15일 로스앤젤레스에서 56세의 나이로 뇌졸중으로 사망했다. 그는 할리우드 포에버 묘지에 있는 시편 영묘원에 묻혔다.